# Кевін Янг
Кевін Янг (англ. Kevin Young; нар. 16 вересня 1966, Лос-Анджелес, США) — американський легкоатлет, що спеціалізується на бігу з бар'єрами, олімпійський чемпіон 1992 року, чемпіон світу, рекордсмен світу.
Рекорд у бігу на 400 метрів з бар'єрами (46,78), встановлений ним на олімпіаді в Барселоні 1992 року, залишався непобитим 29 років.

## Кар'єра
| Рік             | Змагання             | Місто                | Місце           | Дисципліна        | Примітки        |
| Представник США | Представник США      | Представник США      | Представник США | Представник США   | Представник США |
| --------------- | -------------------- | -------------------- | --------------- | ----------------- | --------------- |
| 1987            | Панамериканські ігри | Індіанаполіс, США    | 2               | 400 м з бар'єрами | 48.54           |
| 1988            | Олімпійські ігри     | Сеул, Південна Корея | 4               | 400 м з бар'єрами | 47.94           |
| 1991            | Чемпіонат світу      | Токіо, Японія        | 4               | 400 м з бар'єрами | 48.01           |
| 1992            | Олімпійські ігри     | Барселона, Іспанія   | 1               | 400 м з бар'єрами | 46.78           |
| 1993            | Чемпіонат світу      | Штутгарт, Німеччина  | 1               | 400 м з бар'єрами | 47.18           |